# Agnaldo Rayol
Pour les articles homonymes, voir Rayol (homonymie).
Coniglio Rayol est un nom portugais ; le premier nom de famille (d'usage facultatif) est Coniglio et le second est Rayol.
Agnaldo Coniglio Rayol, né à Niterói (État de Rio de Janeiro) le 3 mai 1938 et mort le 4 novembre 2024 à Sao Paulo, est un chanteur et acteur brésilien.

## Discographie
- 2011 : O Amor É Tudo (coletânea)
- 2005 : Maxximum
- 2000 : Agnaldo Rayol
- 2000 : Mensageiro do Amor
- 2000 : Sempre Boleros
- 1999 : Focus
- 1999 : Você é um pouco de mim
- 1999 : Terra nostra
- 1998 : Tormento d'amore
- 1997 : Todo o Sentimento
- 1997 : Sempre Romântico
- 1994 : Agnaldo Rayol
- 1986 : Meu Jeito de Amar
- 1984 : Água Caliente
- 1972 : Imagem
- 1971 : O Que Eu Canto
- 1968 : As Minhas Preferidas, na voz de Agnaldo Rayol
- 1968 : Agnaldo Rayol
- 1968 : Quero Lhe Dizer Cantando
- 1967 : Você é um pouco de mim
- 1966 : Quando o Amor Te Chama
- 1966 : A Mais Bela Voz do Brasil
- 1965 : Sempre Te Amarei
- 1964 : Meu Amor É Mais Amor
- 1964 : Frente ao Mar
- 1963 : E Agora.../Manhã de Amor
- 1963 : Babalu/Canção de Outono
- 1963 : Maria Solidão/Acorrentados
- 1963 : Frente ao mar/Deixe para mim a culpa
- 1962 : Pierrô/Rosalinda
- 1962 : Eu quero twist/Terezinha
- 1962 : Se ela voltar/Faz tanto tempo
- 1962 : Adiante/E a Vida Continua
- 1962 : O Céu Que Vem de Você/De Joelhos
- 1962 : E a vida continua
- 1962 : Plenitude
- 1961 : Que Pena/Não Pode Ser
- 1961 : Se Ela Voltar
- 1961 : Eu Não Tenho Para Onde Ir
- 1961 : La novia/Diante de Deus
- 1961 : Felicidade/Fiquei Sozinho
- 1961 : Volta aos Meus Braços/E Eu Te Chamei de Amor
- 1960 : Minha Impaciência/Sou Eu
- 1960 : Marina/Sou Doido
- 1959 : Lo Sono Il Vento/Trágica Mentira
- 1959 : Não Me Condenem/Perdi Meu Amor
- 1959 : Você/Felicidade Ligeira
- 1959 : Dona Saudade/Escala de Cores
- 1959 : O Primeiro Natal/Eterno Natal
- 1959 : Noturno de Ouro Preto/Tu És o Meu Castigo
- 1959 : Maior Que a Saudade
- 1958 : Prece/Se Todos Fossem Iguais a Você
- 1958 : Onde Estará Meu Amor/Tarde Demais
- 1958 : Dançar Com Você/Serenata do Adeus
- 1958 : Sonhos Musicais
- 1958 : Agnaldo Rayol